# 中頓別駅

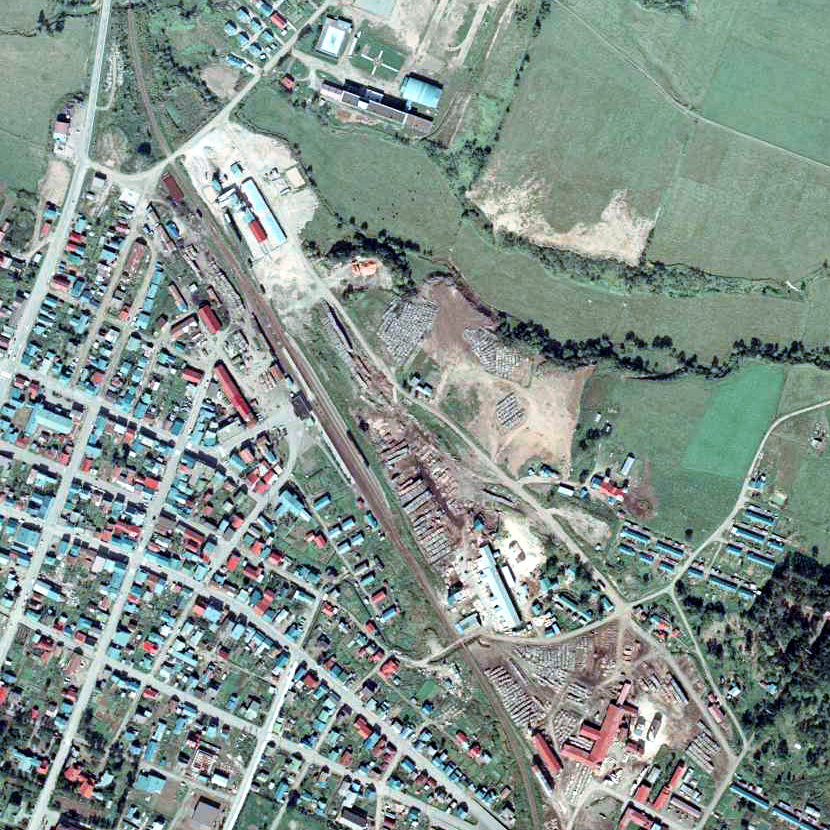
1977年の中頓別駅と周囲約750m範囲。上が浜頓別方面。単式ホーム2面2線を持ち、駅舎横の浜頓別側に貨物ホームと引込み線、そこから浜頓別側へ留置線が伸びている。また、駅裏側には2本の副本線がある。音威子府側には下に見える木工場へ短い引込み線が見える。

中頓別駅（なかとんべつえき）は、北海道（宗谷支庁）枝幸郡中頓別町中頓別にかつて設置されていた、北海道旅客鉄道（JR北海道）天北線の駅（廃駅）である。電報略号はナト。事務管理コードは▲121906。
天北線廃止時まで運行されていた、急行「天北」の停車駅であった。

## 歴史
- 1916年（大正5年）10月1日 - 鉄道院宗谷線の小頓別駅 - 当駅間延伸に伴い開業（一般駅）[3]。
- 1918年（大正7年）8月25日 - 宗谷線の当駅 - 浜頓別駅間延伸開通に伴い、中間駅となる[4]。
- 1919年（大正8年）10月20日 - 路線名を宗谷本線に改称、それに伴い同線の駅となる[4]。
- 1930年（昭和5年）4月1日 - 音威子府駅 - 稚内駅間を宗谷本線から削除し路線名を北見線に改称、それに伴い同線の駅となる[4]。
- 1934年（昭和9年）11月 - 駅舎改築[5]。
- 1949年（昭和24年）6月1日 - 公共企業体である日本国有鉄道に移管。
- 1961年（昭和36年）4月1日 - 路線名を天北線に改称、それに伴い同線の駅となる[4]。
- 1975年（昭和50年）12月10日 - 駅舎改築[5]。
- 1984年（昭和59年）2月1日 - 貨物・荷物の取り扱いを廃止[1]。
- 1987年（昭和62年）4月1日 - 国鉄分割民営化により、北海道旅客鉄道（JR北海道）の駅となる[1]。
- 1989年（平成元年）5月1日 - 天北線の全線廃止に伴い、廃駅となる[1][4]。
- 1990年（平成2年）11月 - 駅跡地に、天北線メモリアルパークが完成[6]。

### 駅名の由来
頓別川の中流域にあることから「中」を冠した。なお、中頓別村（→中頓別町）の成立は当駅開業後の1921年である。

## 駅構造
廃止時点で、単式ホーム2面2線を有する地上駅であった。ホームが千鳥式に配置された、列車交換可能な交換駅であった。互いのホームは、駅舎側ホーム北側と対向ホーム南側を結んだ構内踏切で連絡した。駅舎側ホーム（西側）が下り線、対向ホーム（東側）が上り線となっていた。貨物用の側線などは撤去されていたが、下り線の浜頓別方から駅舎側に分岐た元貨物側線の留置線が、保線車両（モーターカー）用に残されていた。1983年（昭和58年）時点では駅舎の対向側の単式ホームは島式ホームであり（両側とも乗降可能）、上り線から分岐しその島式ホーム外側への側線を1線と、そこから南稚内方に分岐する行き止まりの側線を1線有していた。
職員配置駅となっており、駅舎は構内の西側に位置し両ホームとは通路及び構内踏切で連絡した。1975年（昭和50年）に中頓別町が国鉄利用債を購入して鉄筋コンクリート製に改築した駅舎で、駅舎に当時のローカル線では珍しい水洗式のトイレを有していた。

## 利用状況
乗車人員の推移は以下のとおり。年間の値のみ判明している年については、当該年度の日数で除した値を括弧書きで1日平均欄に示す。乗降人員のみが判明している場合は、1/2した値を括弧書きで記した。
| 年度               | 乗車人員 | 乗車人員 | 出典   | 備考 |
| 年度               | 年間     | 1日平均  | 出典   | 備考 |
| ------------------ | -------- | -------- | ------ | ---- |
| 1921年（大正10年） |          | 232      | [ 10 ] |      |
| 1935年（昭和10年） |          | 114      | [ 10 ] |      |
| 1953年（昭和28年） |          | 317      | [ 10 ] |      |
| 1965年（昭和40年） |          | 485      | [ 10 ] |      |
| 1970年（昭和45年） |          | 430      | [ 10 ] |      |
| 1978年（昭和53年） |          | 289      | [ 11 ] |      |
| 1980年（昭和55年） |          | 263      | [ 12 ] |      |

## 駅周辺
- 北海道道399号中頓別停車場線
- 北海道道120号美深中頓別線
- 国道275号（頓別国道）
- 中頓別町役場
- 枝幸警察署中頓別駐在所
- 中頓別郵便局
- 中頓別中学校
- 中頓別小学校
- 稚内信用金庫中頓別支店
- 中頓別町農業協同組合（JA中頓別町）
- 中頓別鍾乳洞 - 駅から約4km。北海道天然記念物[9]。
- 頓別川[13]
- 知駒岳 - 駅の西[14]。標高532m。オホーツク海、日本海が眺望できる[9]。知駒中継局が存在する。
- 寿公園 - 敷地内に9600形蒸気機関車49648号機が静態保存・展示されている[15]。1975年（昭和50年）5月には宗谷本線のSLさよなら列車を、重連の先頭機として牽引した車両で[16]、バスターミナル2階の鉄道記念館に写真パネルが展示されている[17]。

## 駅跡

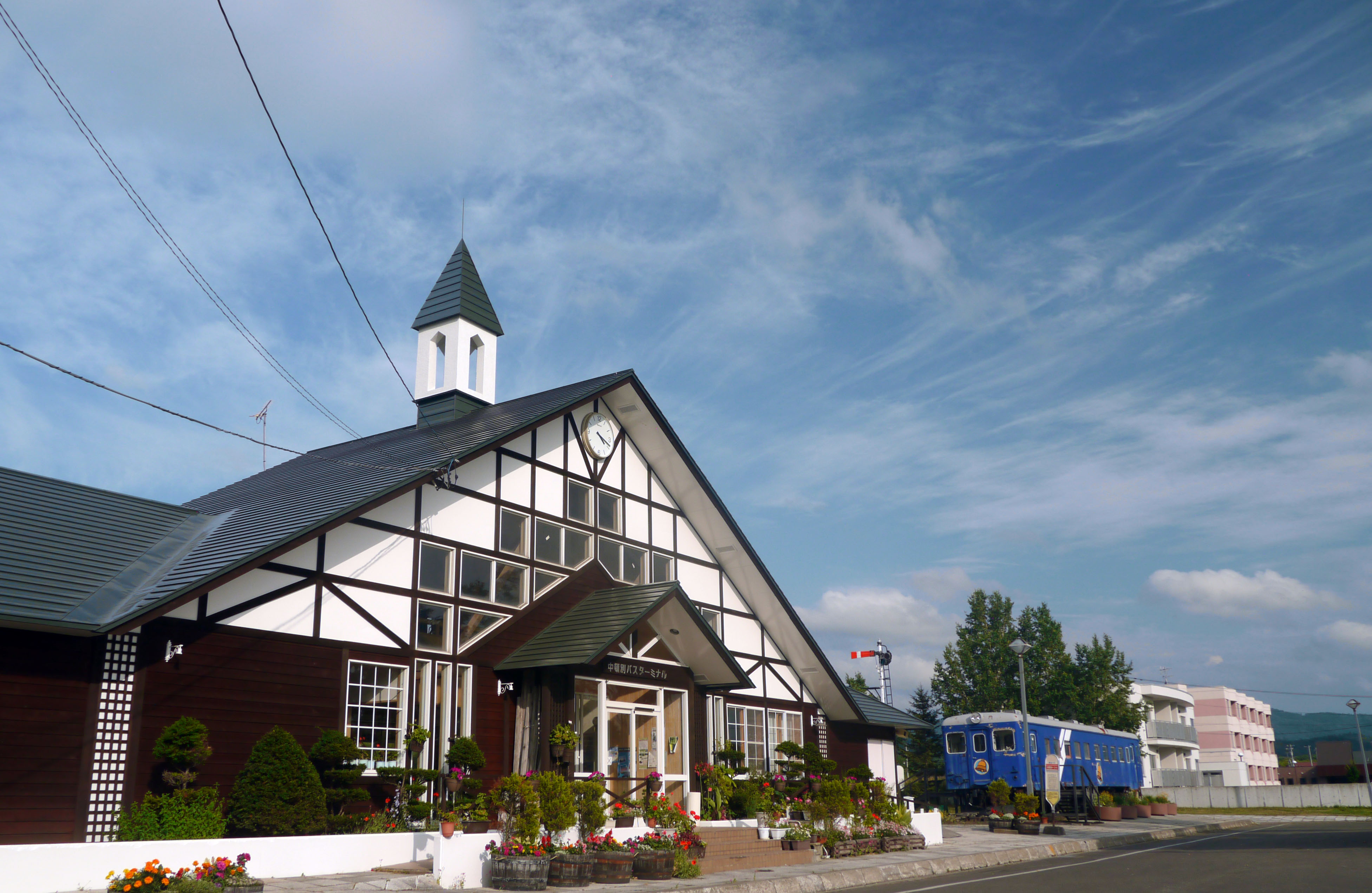
中頓別バスターミナルと展示されているキハ22形

駅舎は解体され、旧駅構内は1990年（平成2年）11月に中頓別町により整備され木造の中頓別町バスターミナルビルを核とする天北線メモリアルパークが完成した。
宗谷バスが窓口を設置し、元は天北線代替バスであった路線バス天北宗谷岬線と都市間バス「天北号」が乗り入れていたが、2023年（令和5年）9月30日限りで路線バス天北宗谷岬線と窓口は廃止となり、浜頓別バスターミナル・音威子府駅との間はデマンドバスでの運行となっている。
またバスターミナル2階には鉄道記念館が開設され、閉塞器、保線用具、備品、「さよなら記念グッズ」などが保存・展示されている。駅前広場は「天北線メモリアルパーク」として、キハ22形キハ22 208が静態保存・展示されている。車両は細谷建設が取得した後に中頓別町に寄贈されたものである。また修復された腕木式信号機も設置されている。キハ22 208はゲートボール利用者の休憩室としても使用されており、現役時代とは異なる派手な青に塗色されている。2010年（平成22年）時点でも同様で、2014年（平成26年）4月時点でも同様であった。
保存車両の塗色は青色に変更されているが、屋外展示のため風化しており、国鉄カラーに塗り直す計画がある。

## 隣の駅
北海道旅客鉄道
天北線
上駒駅 - 中頓別駅 - 寿駅